# Dorothe Engelbretsdotter
Dorothe Engelbretsdatter (née le 16 janvier 1634 à Bergen, décédée le 19 février 1716 à Bergen) est la première femme de lettres norvégienne connue dans l'histoire. Elle a écrit des poèmes et des psaumes.

## Biographie

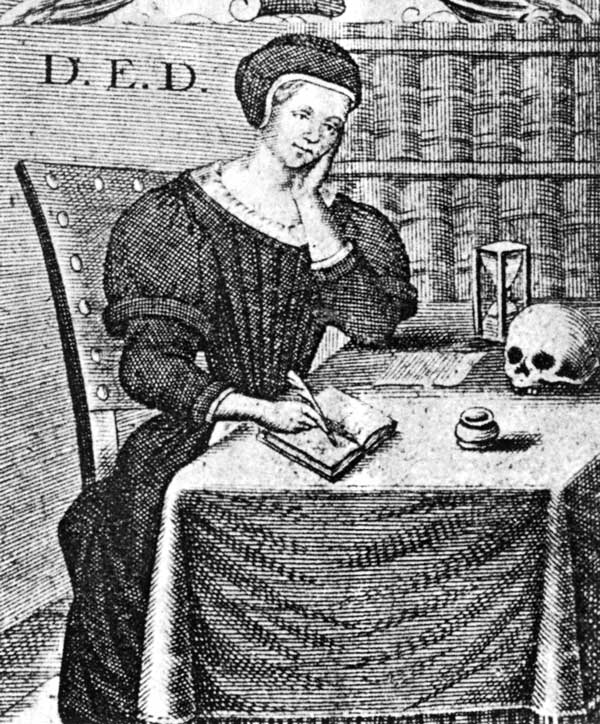
Gravure montrant Dorothe Engelbretsdatters au travail

Son père était Engelbret Jørgenssøn. Il était recteur et vicaire à la Cathédrale de Bergen. En 1647, Dorothe partit à Copenhague où elle aurait séjourné pendant trois ans. Il y avait là une société littéraire très active. À Copenhague, elle se maria à 18 ans avec le chapelain de son père, Ambrosius Hardenbeck (né en 1621), qui était le fils d'un organiste allemand à Bergen. Nombreux étaient ceux à Copenhague qui pensaient qu'une femme était incapable d'écrire aussi bien qu'elle le faisait et que ce ne pouvait qu'être son mari qui écrivait ses œuvres. Elle est le premier écrivain en Norvège à avoir réussi à vivre de ses œuvres. Elle reçut un privilège royal en 1682 et ce pour dix ans afin qu'elle puisse écrire, privilège qui sera reconduit en 1692. De plus, une fois devenue veuve en 1684, elle est exemptée à vie du paiement de l'impôt.
Dorothe eut neuf enfants avec Ambrosius. Sept de ses enfants étaient morts lorsqu'elle publia en 1678 son premier livre Siælens Sang-Offer. Il est aujourd'hui considéré comme son chef-d’œuvre et fut réédité à 24 reprises. Son mari mourut en 1684, à cette époque elle était dans l'écriture d'un grand recueil de poésie : Taare-Offer.
De ses deux enfants restants, le plus jeune pourra pendant une guerre en Turquie, le plus âgé partit à l'étranger et elle perdit tout contact avec lui. Au Bergen Kunstmuseum se trouve un portrait de son fils Engelbrecht Ambrosius Hardenbeck, peint par Hendrik Krock, fils qui était célèbre pour années passées à voyager. Il ne reviendra qu'en 1717 en Norvège, soit un an après le décès de sa mère.
Elle aura connu à Bergen, alors qu'il était adolescent, Ludvig Holberg qui y a séjourné pendant deux ans et qui dans Bergens beskrivelse dira son admiration pour Dorothe.

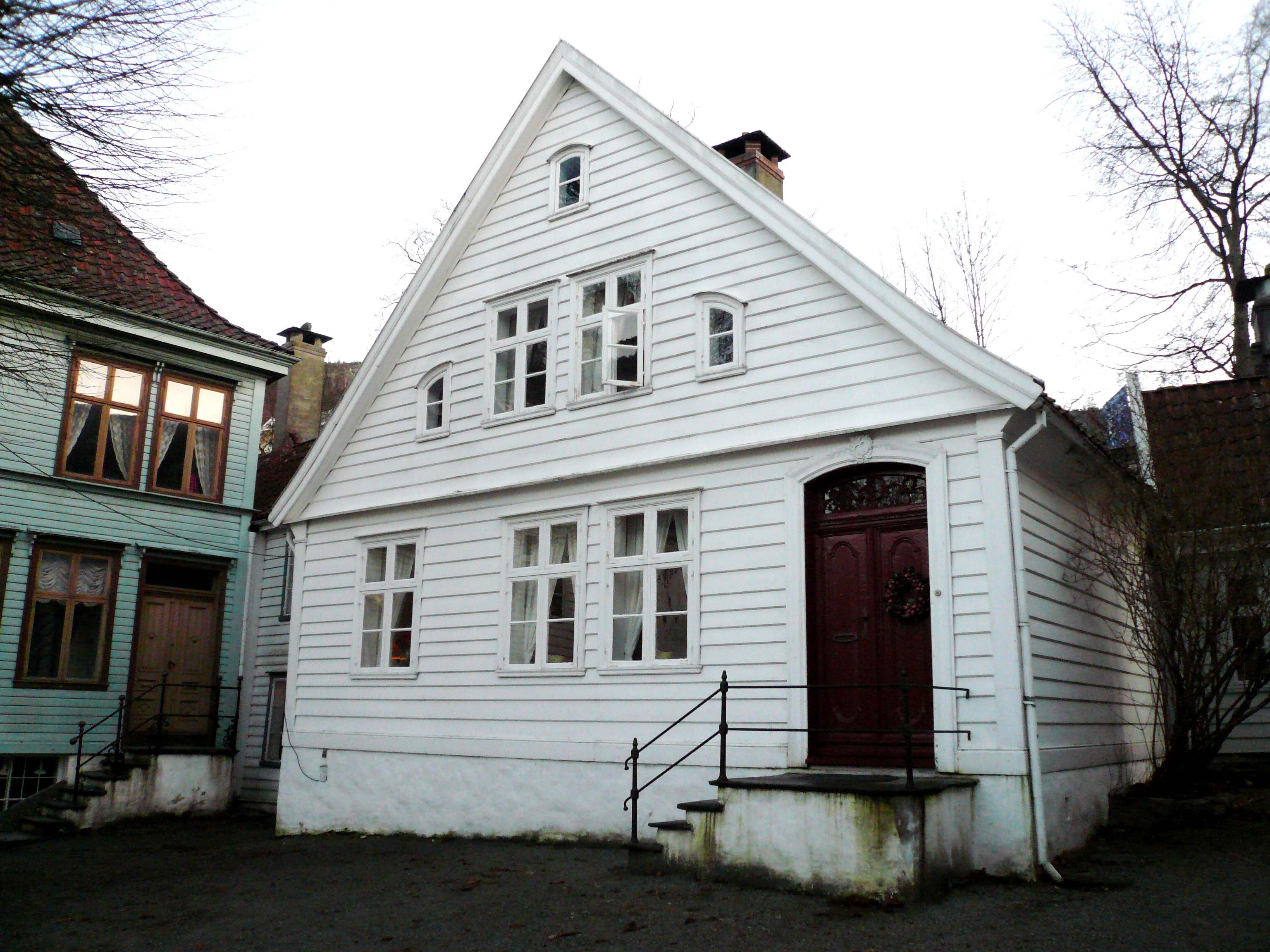
La maison de Dorothe Engelbretsdatter désormais au musée en plein air de Bergen

Le grand incendie de Bergen, le 19 mai 1702 n'épargne pas sa maison. Deux ans plus tard, le roi Frédéric IV de Danemark vient à Bergen. À cette occasion, elle lui offre un poème dans lequel elle le prie de bien vouloir l'aider à obtenir une nouvelle maison. Devant son refus, elle se tourne vers les autorités de Bergen et elle intègre sa nouvelle maison en 1712, maison qui fut déménagée en 1962 au musée en plein du vieux Bergen.

## Thèmes de ses livres
À l'époque où elle écrivait, le monde était sans cesse en guerre ;  la misère, les épidémies dont la peste, étaient omniptésents. Dans ses poèmes, elle explique que les hommes doivent se soumettre à la toute-puissance de Dieu. Elle voyait les fléaux et les maladies comme des punitions divines.
Elle écrivait de manière très simple afin que ses poèmes soient faciles à retenir. C'est pourquoi ses œuvres ont été autant utilisées.
Dorothe est morte en 1716 à l'âge de 82 ans et fut enterré dans le chœur de la Cathédrale de Bergen. Ses psaumes furent très populaires et furent réédités de nombreuses fois.

## Conflits linguistiques avec ses contemporains
Le grammairien et philologue danois, Peder Syv, a dénoncé à plusieurs reprises les choix lexicaux qu'elle faisait dans ses poèmes et qu'il qualifiait de "mots obscurs"  : elle n'hésitait pas à y mettre des termes de son dialecte de Bergen (mais plus généralement à des dialectes de l'ouest et du nord de la Norvège) ; ce qui déplaisait aux tenants d'une langue écrite sans provincialismes.

## Œuvres

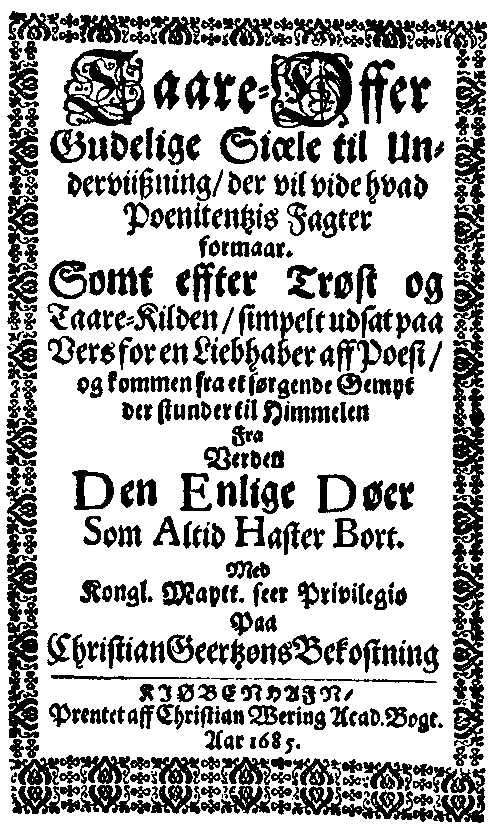
Page de Taare-Offer (1685).

- Taare-Offer
- Siælens Sang-Offer
- Om det evige liv
- Gravskrift
- Aftensalme